# Frederik Christian Rostgaard von der Maase
Frederik Christian Rostgaard von der Maase (30. november 1825 – 7. september 1905 i København) var en dansk diplomat, bror til Christian Rostgaard von der Maase.
Han var søn af hofchef Frederik Herman Rostgaard von der Maase og Maren Olivia født Colbiørnsen, var ejer af substitutionen for stamhuset Kraagerup og bosat på Anholt, som han ejede store dele af, blev 1853 dansk gesandtskabsattaché i Bryssel og 1856 legationssekretær i Stockholm. Han tog afsked fra statstjenesten 1867 og blev samme år kammerherre
Han var Ridder af Dannebrog og bar 3. klasse af Sankt Annas Orden, var Kommandør af Nordstjerneordenen og Kommandør af Sankt Olavs Orden.
Han ægtede 24. august 1881 Anna Vilhelmine Neumann (15. maj 1850 -).